# En drömmares vandring
En drömmares vandring är en svensk dramafilm från 1957 med regi och manus av Lars-Magnus Lindgren. Filmen handlar om poeten Dan Andersson och i rollen som denne ses Jarl Kulle. I övriga roller ses bland andra Margit Carlqvist och Inga Landgré. Filmen var Lindgrens långfilmsdebut som regissör.
Inspelningen ägde rum mellan den 26 mars och 15 juni 1955 i Stockholm (interiörerna spelades in i Sandrews studio) och i Anderssons hembygd kring Ludvika i Dalarna. Produktionsledare var Rune Waldekranz, fotograf Sven Nykvist och klippare Carl-Olov Skeppstedt. Musiken komponerades av Lille Bror Söderlundh. Filmen premiärvisades på biografer i Borlänge, Falun, Grängesberg, Ludvika och Nyhammar. Stockholmspremiären ägde rum den 1 april på biograf Saga. Filmen var 99 minuter lång och tillåten från 15 år.
Filmen mottog tidningen Folket i Bilds filmpris för år 1955.

## Handling
Filmen handlar om Dan Andersson från hans uppväxt till hans död av cyanväteförgiftning på ett hotell i Stockholm.

## Rollista
- Jarl Kulle – Dan Andersson
- Margit Carlqvist – Marja Lisa
- Inga Landgré – Ziri Stuart
- Georg Rydeberg – Hartmann
- Axel Slangus – Karigo
- Hugo Björne – Dans far
- Linnéa Hillberg – Dans mor
- Peter Lindgren – Anders Kolare
- Keve Hjelm – Karl-Anton, Dans bror
- Helge Hagerman – prästen
- Olof Thunberg – kapten Stuart, Ziris man
- David Erikson – Domkvist
- Erik Hell	– Erik Axel Bom, handlare
- Åke Fridell – Terje, konstnär
- Jan-Olof Strandberg – Martinus, konstnär
- Tord Stål	– förläggaren
- Brita Öberg – gumma hemma hos Karigo
- Gregor Dahlman – Svarta Te, kolare
- John Norrman – Mats Kolare
- Jan Kings	– Dan som barn
- Marina Stagh – Marja Lisa som barn
- Jörgen Hasselblad – Karl-Anton som barn

Ej krediterade
- Otto Blixt – Vargfors-Fredrik, kolare
- Karl-Erik Gustafsson – Björnbergs-Jon, kolare
- Bengt Sundmark – Jon Kolare
- Sven Melin – Mård-Jon
- Olof Sandborg – Kettilä-Jerk
- Kurt Emke	– Karis-Janken
- Margareta Bergman	– Vainos-Kari
- Dan Eriksson	– kolare
- Anton Hedlund	– kolare
- Gunde Johansson – kolare
- Nils Parling – kolare
- Margareta Palmgren – flicka på fest
- Inger Qvist – flicka på fest
- Iréne Gleston – flicka på fest
- Margareta Henning	– flicka på fest

Ej identifierade
- Else-Marie Sundin – student
- Harry Dahlgren

Bortklippta
- Måns Westfelt – Görelsson, pastor
- Manne Grünberger – musikhandlare

### Fotnoter
1. 1 2 3 4  ”En drömmares vandring”. Svensk Filmdatabas. http://sfi.se/sv/svensk-filmdatabas/Item/?itemid=4528&type=MOVIE&iv=Basic&ref=/templates/SwedishFilmSearchResult.aspx?id%3d1225%26epslanguage%3dsv%26searchword%3den+dr%C3%B6mmares+vandring%26type%3dMovieTitle%26match%3dBegin%26page%3d1%26prom%3dFalse. Läst 26 mars 2013.